# Kászonszék borvízforrásai és gyógyfürdői
Kászonszék borvízforrásai vulkáni utóműködés hatására jöttek létre, a medence keleti peremén található mellékfolyók (Fehérkő, Kis és Nagy Répát, Farkas, Tekeres, Borvíz és Gubás) völgyeiben törnek a felszínre.

## Története
Az 1700-as évek második felétől már történik említés különböző szakdolgozatokban, írásokban az itteni vizek jótékony hatásáról. A brassói Lucas Waggner, dr. Mátyus István, Bélteki Zsigmond, dr. Otrobán Nándor, Orbán Balázs, Vitos Mózes, Hankó Vilmos, dr. Lengyel Béla és sokan mások írásaikkal, kutatásaikkal hozzájárultak a kászoni borvizek és a körülöttük kialakuló fürdőtelepek ismertetéséhez és népszerűsítéséhez.

## Leírása
A Kászoni-medence borvízforrásai és gyógyfürdői már régmúltban is ismertek és közkedveltek voltak nemcsak a helyi lakosság körében. A források mellé épített fürdőtelepekre messze földről ellátogattak a gyógyulni vágyók.
Az 1800-as évek elején épült Kászonfürdő volt a legnevezetesebb a fürdőtelepek közül. Főforrása, a Salutaris híres volt a görvélykór (skrofulózis) kezelésében. Tőle 800 m-re tört fel a Veresszéki borvízforrás, régen Balás-forrás vagy Pán-forrás. A Nagy Répát-patak völgyében a híres Répáti borvíz köré épült az első palackozóállomás, a forrás vizét távolabbi vidéken is forgalmazták. Mindhárom borvíztelep a Balási család tulajdonába tartozott az 1800-as években. A  századfordulóra tönkrementek a Balási család vállalkozásai, a palackozók és fürdőtelepek több tulajdonos kezén megfordultak, egészen az államosítást követő évekig. 
A Kászonfeltíz határában található Fehérkői borvíztelepen két forrás volt ismert. A Szent István-forrás vizét szintén palackozták már a 19. század végén, a vele szemben feltörő Büdösszéki szejkét fürdőzésre használták a helyiek.
A kászoni medence ismertebb borvízforrások még a Nagy Répát-patak völgyében levő répáti Szejke, és a hozzá hasonló, szintén kénes jellegű forrás, a Doboly határában található dobolyi Szejke. 
A Nyerges-tető alatt fekszik a kászoni medence legújabb népi fürdője, a Sóskútfürdő,  melyet a helyiek építettek ki 2004-ben egy fürdőépítő kaláka keretében.

## Felhasználása
A kászoni borvizeket ivókúrában és fürdőként is hasznosították a különféle betegségek kezelésében. A töltőállomásokon palackozott borvizet ráfos szekerekkel szállították az Úr útján Csíkszeredába. Szállították Kézdivásárhelyre, Marosvásárhelyre, Brassóba, Budapestre, Bécsbe és Berlinbe is, a távolabbi vidékekre vagonírozták a palackozott borvizet a nagyobb állomásokon. 
A palackozóüzemek, fürdőtelepek működtetése és az ásványvizek szekerekkel való szállítása  megélhetést biztosított több kászoni család számára az elmúlt másfél évszázadban.

## Jellegzetessége
Alkáli, szénsavas, nátriumkloridos, magnéziumos, jódos, vasas vizek, kevés kénhidrogénnel elegyítve.

## Borvízforrások és fürdők
- Büdösszéki szejke
- Fehérkői borvízforrás (Kászonfeltíz)
- Répáti borvíz (Kászonimpér)
- Salutaris-forrás (Kászonjakabfalva)
- Veresszéki-forrás (Kászonjakabfalva)
- Kászonfürdő (Kászonjakabfalva)